# 弦 (楽器)
弦（げん、英: string）とは、弦楽器の発音体、すなわち、最初に振動する部分である。糸状になっており、材質や太さはなるべく均質に作られている。両端または片方の端は、さまざまな方法によって弦楽器の本体に固定され、張力を持って張られている。
表記については、絃とするのが正式である。また、和楽器においては糸 (いと)と呼ばれる。

## 解説

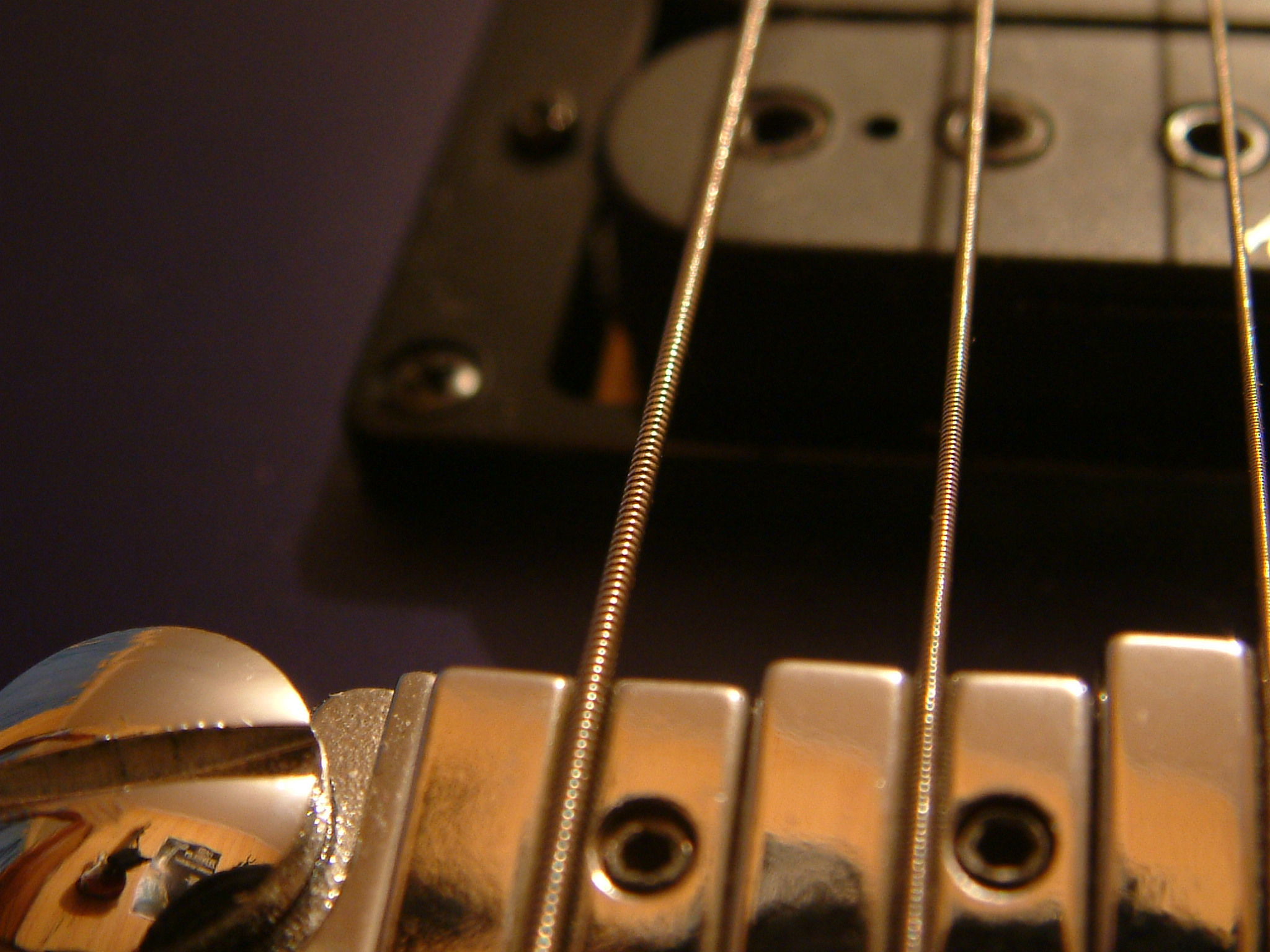
弦

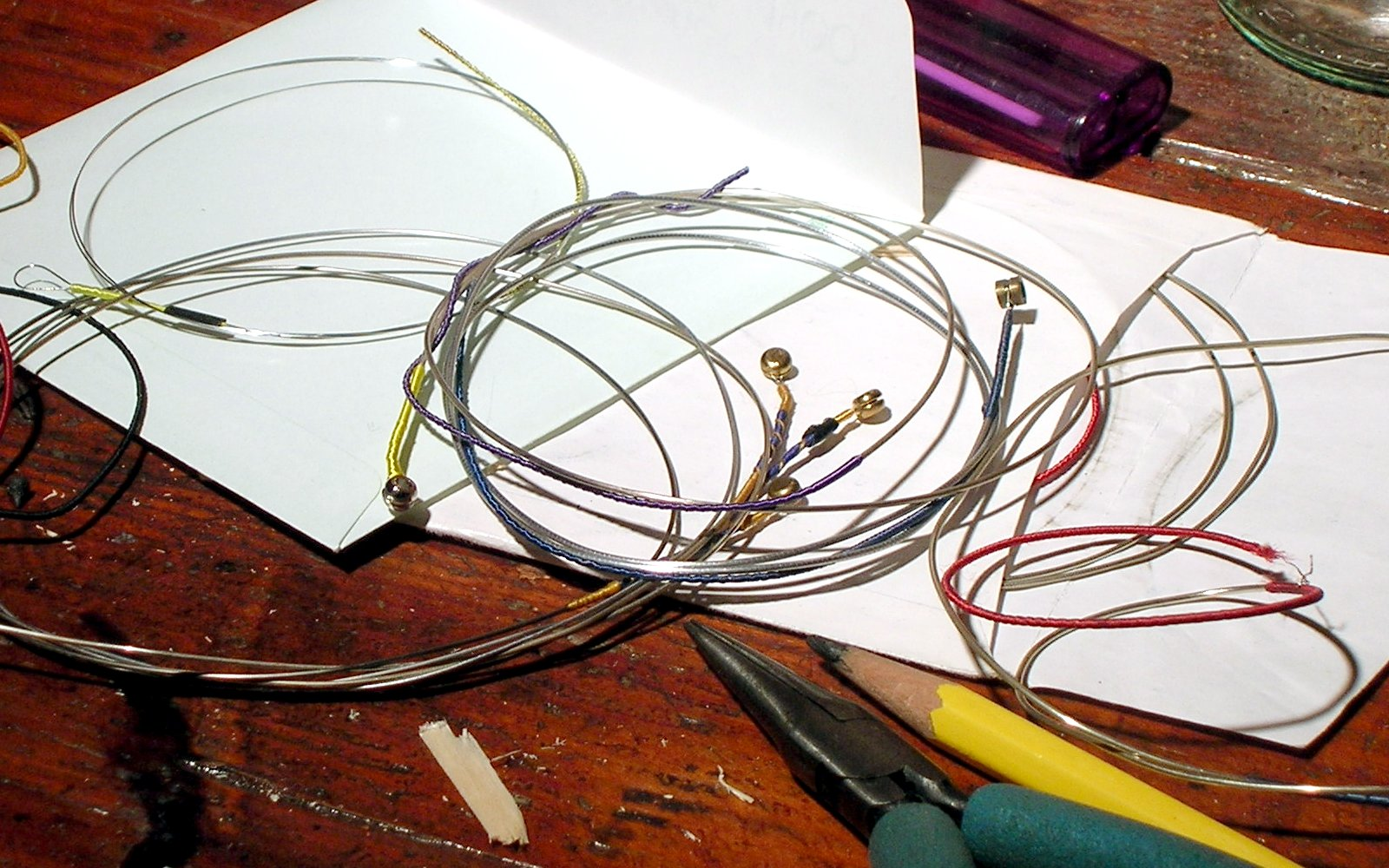
巻いた弦

弦の振動は、安定した音の高さと、規則的な倍音を得ることができるのが特徴である。一方、弦の振動はそのままでは効率よく空気へ伝わらないため、色々工夫を凝らして改良し、振動をボディ内で共鳴させたり、アンプによって電気的に増幅する仕組みが生まれていった。
なお、基本的に弦は消耗品であるため、劣化したり切れたりした場合には交換する必要がある。交換の時期は各個人の好みや、演奏者の手の汗や脂の量、使用状況、演奏時間、保管状況・時間・環境、材質や製造方法などで異なるので一概にはいえない。また、弦にはいろいろな材質、種類、メーカー（ブランド）、ゲージ（太さ）があるため劣化していなくても、サウンドやゲージや演奏する際の感触を変えたい場合にも交換を行う。弦を張った直後には必ず調律（チューニング、弦楽器の調律は調弦とも呼ばれる）という作業が必要になるので、通常は音叉またはチューナーなどを用いて調律する。ピアノなどの楽器の場合は専門知識や技術が必要なため、素人はピアノ調律師などに依頼するのが一般的である。ヴァイオリンやギターなどは通常、自分で交換する事になる（プロミュージシャンの場合は専属スタッフやマネージャーが行うこともある）。
弦を販売する際には長いため直径8cm程に巻いた状態で、紙またはビニール製の封筒状のケースに入れられている（稀に巻かないで売られているものもある）。また、金属製のものは空気中にさらして保存しておくと、錆を生じてしまい、弦楽器に張る前に劣化してしまい、音も悪くなる。そのため一部のメーカー（ダダリオなど）では、密閉されたビニルの中に酸化防止ガスと弦を一緒に封入し、販売されている。また、金属製の弦には酸化防止のために、弦の表面がコーティング加工されているものや、ステンレス製の錆びにくい弦も販売されているが、従来のニッケル製の弦に比べ価格が高くなってしまうのは欠点である。

## 弦のバリエーション
弦には様々なバリエーションが存在し、楽器の特性や演奏者の好みなどにより使い分ける。通常は各楽器毎の専用弦として販売されている。一般に各楽器の種類と同じ弦であれば使用可能であるが、一部ではフェンダーのエレクトリック・ギターのトレモロ・ユニット専用の弦など、特殊な弦も存在する。

### プレーン弦
プレーン弦は、芯線のみで成り立つ単線の弦である。材質は金属弦の場合は合金が使われ、通常いわゆるピアノ線が使用される。糸と呼ばれる弦の場合絹が使用され、原料としては春繭が良いとされる。古来より琵琶湖北岸地域に名産地があり、現在も全国の総生産量のうち、かなりの割合を占めており、品質も高い。三味線用や箏用では様々な太さ(正確には重さ)のサイズがある。和楽器では単線弦は三味線，及び胡弓の最高音弦のみに使用される。ただし三味線ではジャンルにより耐久性に優れるナイロン製を使用することもある(津軽三味線など)が、音色技法が非常に発達している古典三味線音楽では、現代でも音色の良い絹製が普通に用いられる。また、元来ガットが使用されてきた弦も、現在ではナイロンや金属で代用されるが、ヴィオールなどの古楽器ではガット弦を愛用する人も多い。ギターの場合は一般にアコースティック・ギターでは1〜2弦、エレクトリック・ギターでは1〜3弦に用いられる。ガット弦は独特の音色が得られるが、調律が狂いやすく、寿命も短い。音量も小さいなどのデメリットがある。

### 撚弦
和楽器弦の多く(三味線及び胡弓の最高音弦以外)の弦は、四本の単線を撚り合わせて作られる。箏では耐久性や価格の点でポリエステル（テトロン）で代用されることも多いが、音色では絹が優れている。

### 巻弦
巻弦は、芯線を中心に巻線を巻いた弦である。ピアノ線で出来た芯線に、ニッケルやステンレスなどの巻線を巻く。複数の巻弦を巻く多層巻きの弦もある。稀にナイロンなど伝導体以外の素材を巻線として使う弦もあるが、芯線が透磁率が高い金属であれば電気楽器に対して使用できる。現在は巻線が緩みにくいように（よく締まるように）芯線を六角形にしたものが主流である。クラシック楽器用の弦では、タングステンや銀を巻いた高価な弦も使用される。また、芯線に金属線ではなくガットやナイロンを使用した巻弦も存在する。あるいは、複数の弦を練り合わせた芯線を使用することもある。そのため高価であり、ヴァイオリンに使用するものでは4本セットで3万円を超える価格のものも珍しくない。
ラウンド・ワウンド弦 (Round wound string)

丸い断面の巻線を使用するもので、最も一般的な巻弦。音の立ち上がりが早く、ブライトな音質で、サステインが得られやすい。ギターでは現在最も一般的な弦として4〜6弦に使われるが、一部3〜6弦のセットというものも存在する。
フラット・ワウンド弦 (Flat wound string)

平らな断面の巻線を使用する巻弦。表面が滑らかになっている。ウォームな音質で、フレットノイズが出ない。
ハーフ・ラウンド・ワウンド弦 (Half round wound string)

ラウンド・ワウンド弦の表面を削って滑らかにした巻弦。ラウンド・ワウンド弦とフラット・ワウンド弦との中間的な性質を持つ。
ヘックス・ワウンド弦 (Hex wound string)

正六角形の芯線と六角形の形に密接に巻き付けた巻線で構成されている。一般的にはエレクトリックベースに使用される。芯線が六角形なため、指の腹の当たりは快適ではなく、フレットの擦り減りがラウンド・ワウンド弦と比べて早くなってしまう欠点がある。
ナノウェブ弦 (Nanoweb string)
エリクサー・ストリングスが発売している比較的新参のタイプの弦。通常エレクトリックギター、エレクトリックベースに使用する。ワウンド弦の表面を樹脂でコーティング加工しているため、音の減衰の要因である錆が生じにくく高音質を長く（従来より3〜5倍ほど）維持できる。コーティング自体は超極薄のためコーティング無しの通常の弦と音質が殆ど変わらず、ブライトで迫力のある音質である。また、巻き弦の出っ張りが抑えられているため、フィンガーレスノイズは発生しにくいのも利点である。また、2005年から2011年までのセットでは、巻き弦だけではなくプレーン弦にもコーティングが施されていた（現在は施されていない）。価格は加工している分割高となっているが、長寿命の利点で考えれば価格バランスは適正ともいえる。
ポリウェブ弦 (Polyweb string)
エリクサー・ストリングスが発売している比較的新参のタイプの弦。通常フォークギターで使用される。ナノウェブ弦より厚めの樹脂コーティング加工がされており長寿命が特徴。
コンパウンド弦又はSilk & Steel
ナイロン弦
ガット弦
ブラックナイロン弦
エレクトリックに対応するために芯線が金属製で出来ており、その周りを金属ではなく、黒いナイロンでワウンドされている弦。ベース用のものが一般的だが、ギター用も存在する。サステインは短く、ウォームなサウンドが特徴である。ナイロン製なので錆びることがなく、フレットにも優しいが、弦アースを接続出来ないためにノイズが大きくなってしまう欠点がある。

## 主なストリングスメーカー／ブランド
- ダダリオ (D'Addario)
- アーニー・ボール (Ernie Ball)
- ディーン・マークレイ (Dean Markley Strings)
- リッケンバッカー (Rickenbacker)
- ギブソン (Gibson)
- エピフォン
- フェンダー (Fender)
- スペクター (Spector)
- ワーウィック（Warwick）（ベース用のみ）
- SITストリングス (S.I.T. Strings)
- ヤマハ
- モーリス (Morris)
- マーティン (Martin)
- フェルナンデス